# Strategisch beraad CDA
Der Strategisch beraad CDA (deutsch Strategierat des CDA) ist ein Beratungsgremium des Christen-Democratisch Appèl (CDA) zur Unterstützung von Entscheidungen. Der Rat wurde nach der Wahlniederlage Mitte 2010 und den internen Meinungsverschiedenheiten über die anschließende Regierungsbeteiligung im Jahr 2011 eingesetzt. Der Rat sollte einen Impuls für einen neuen Kurs für die nächsten 10 bis 15 Jahren schaffen.
Vorsitzender des Rates, der auf Wunsch des letzten CDA-Kongresses und des neuen CDA-Vorsitzenden Ruth Peetoom errichtet wurde, ist seit dem 2. September 2011 Aart Jan de Geus.
Am 20. Januar 2012 präsentierte der Vorstand unter dem Titel „Auswählen und Verbinden - politische Vision von der radikalen Mitte“ Vorschläge für einen neuen Kurs für die CDA.